# Boy-Scoutz 'n the Hood
"Boy-Scoutz 'n the Hood" är avsnitt åtta av säsong 5 av Simpsons och sändes på Fox i USA den 18 november 1993. I avsnittet köper Bart och Milhouse en Squishee på bara sirap vilket resulterar i att Bart går med i pojkscouterna. Bart tänker gå ur föreningen men då han ser vilka fördelar det ger stannar han. Då scouterna ska ha en far och son-helg vill inte Bart ha med Homer och Homer vill inte gå, men de lurar varandra och följer med båda ändå. Avsnittet skrevs av Dan McGrath och regisserades av Jeffrey Lynch. Ernest Borgnine gästskådespelar som sig själv och Marcia Wallace som Edna Krabappel. Avsnittet spelades in på Village Recorder i West Los Angeles. Avsnittet innehåller referenser till My Dinner with Andre, Terminator, New York dansar, Crocodile Dundee, Den sista färden, Fredagen den 13:e och "Sugar, Sugar". Avsnittet fick en Nielsen ratings på 13.0 och var det mest sedda på Fox under den vecka det sändes.

## Handling
Efter att ha blivit utkastade från Noise Land Video Arcade, eftersom de inte har några pengar längre, hittar Bart och Milhouse 20 amerikanska dollar på marken som Homer tappat. De bestämmer sig för att köpa en Squishee gjord bara på sirap för pengarna. Efter det börjar de spendera resten av pengarna och på morgonen vaknar Bart i sin säng och har ont i huvudet och upptäcker att han gått med i pojkscouterna.
Bart blir retad för han gått med i scouterna och tänker sluta men då han upptäcker att han får fördelar i skolan fortsätter han vara med i scouterna och börjar gilla det han upplever. Scouterna ska ha en far och son-forsränning; Bart vill inte ha med Homer så han försöker lura honom att tacka nej, men Homer vill inte gå heller så han försöker också lura Bart att säga nej till att han ska följa med, men det slutar med att de lurar varandra och Homer får följa med Bart. Bart och Homer får dela flotte med Ned Flanders och Rod. Ett av barnen på lägret har ingen pappa så Ernest Borgnine ersätter honom. Homer råkar tappa kartan, så de vet inte vilken väg de ska åka när de är på flotten och tar fel väg och hamnar ute på öppna havet. De får slut på proviant, misslyckas att skjuta iväg nödraketen och Homer gör hål i flotten när han tappar fickkniven. Homer börjar då känna lukten av hamburgare och upptäcker att det finns en hamburgerrestaurang i närheten och de börjar paddla mot den och kommer till oljeplattform som har en Krusty Burger. Bart blir glad över att Homer räddade dem och de börjar äta burgare. De andra pojkscouterna är på ett övergivet sommarläger och sjunger, då ett odjur börjar attackera Borgnine.

## Produktion
Avsnittet skrevs av Dan McGrath och regisserades av Jeffrey Lynch. Avsnittet spelades in på Village Recorder i West Los Angeles. Marcia Wallace gästskådespelar som Edna Krabappel och Ernest Borgnine som sig själv; de valde att ta med Borgnine eftersom producenterna gillar hans filmer Marty och Härifrån till evigheten. Borgnine ville medverka eftersom hans barnbarn gillar serien. I sista scenen spelar Borgnine själv på gitarren som han också tog med till inspelningsstudion. Borgnine blev orolig under inspelningen att hans sångröst inte var tillräckligt bra, men Nancy Cartwright ansåg däremot att hans röst är bra. Matt Groening anser att inspelningen med Borgnine var mycket rolig. Hank Azaria har sagt att Borgnine nog inte visste vad han gjorde. Han är en bra skådespelare och han läste replikerna bra men hade ingen aning om vad det var för serie.
I boken My Life as a 10-Year-Old Boy har Cartwright kommenterat att hon gillar Borgnine sedan Marty. Enligt henne ändrade filmen henne för alltid. Hon fick henne att inse att skådespelare hade makten genom arbetet. Då Borgnine kom till inspelningsstudion var det första gången hon var nervös inför att möta en gästskådespelare.

## Kulturella referenser
Då Bart och Milhouse besöker arkadhallen spelar Martin Prince ett spel baserat på My Dinner with Andre. Ett annat spel är baserat på Terminator. Låten "Springfield, Springfield" som Bart och Milhouse sjunger är en parodi på "New York, New York". I avsnittet hotar Moe Szyslak, Hans Moleman med en kniv. Hans Moleman frågar om han kallar det en kniv och tar fram en större som en referens till Crocodile Dundee. Ernest Borgnine berättar i avsnittet att han har varit med i "Härifrån till evigheten". Homer sjunger i avsnittet "Sugar, Sugar". Flodscenen är en referens till Den sista färden och innehåller musiken från "Dueling Banjos". Personen som attackerar Borgnine är en referens till Jason Voorhees.

## Mottagande
Avsnittet hamnade på plats 35 över mest sedda program under veckan med en Nielsen ratings på 13.0, vilket gav 12,3 miljoner hushåll och det mest sedda programmet på Fox under veckan. I boken I Can't Believe It's a Bigger and Better Updated Unofficial Simpsons Guide har Warren Martyn och Adrian Wood skrivit att det är ett fantastiskt avsnitt, Homer är så dum så det inte är sant men räddar dem ändå. Att Ned Flanders har fel och scenerna med Borgnine, fiskmåsarna och delfinerna är roligt. Hos DVD Movie Guide har Colin Jacobson kallat det för ett utmärkt avsnitt från början till slut. Han har lagt till att de ser otrolig mängd varor och tjänster som man kan köpa i Springfield med 20 dollar. Avsnittet har också en rolig parodi på scouterna och en rivalitet med Bart och Homer gör avsnittet utmärkande. Patrick Bromley på DVD Verdict kallar avsnittet för typiskt inspirerande och gav avsnitt betyg A. Bill Gibron på DVD Talk har gett avsnittet betyg 5 av 5. Hos TV DVD Reviews har Kay Daly sagt att då du trodde att Simpsons har kommit på så många parodier som är möjligt sänder de ändå en ny som denna. De krämer ut 22 minuter med anspelningar på filmer. Adam Suraf på Dunkirkma.net kallar avsnittet för en av hans tio favoriter och musikalscenen som en klassiker. Rick Porter från Zap 2 It har sagt att han inte är ett fan av seriens andra halva trots Borgnines medverkan eftersom Homer var lite för dum för hans smak. Han anser att första halvan var briljant.
Kurt M. Koenigsberger har analyserat avsnittet i Leaving Springfield: The Simpsons and the Possibility of Oppositional Culture redigerad av John Alberti. Han har skrivit att i avsnittet kritiserar Bart ett avsnitt från Itchy & Scratchy eftersom det inte var realistiskt. Lisa påpekar att tecknade serier inte måste var verkliga. Några sekunder senare ser man två stycken Homer gå på olika platser i scenen. Koenigsberger kom fram att dessa delar och många andra visar att serien är karakteristisk för högmodernismen.